# 1201
[[Категорија: 1201
.| ]]
Година 1201 (MCCI) била је проста година која је почела у понедељак.

## Догађаји
- Википедија:Непознат датум — У земљи мађарског краља, тј. у Босни, пише Вукан Немањић папи (како би стекао његово поверење), јерес је ухватила маха, мисли на богумилство.
- Википедија:Непознат датум — У Сицилијанско краљевство је дошао Марквард, претходно је напустио средњу Италију.
- Википедија:Непознат датум — Папа Иноћентије III је фаворизовао грофа Гаултијерија, зета краљa Танкреда.
- Википедија:Непознат датум — Марквард је уз помоћ из Пизе потчинио велики део Сицилије.
- Википедија:Непознат датум — Отон IV од Бруншвајга уз подршку папе Иноћента III се одрекао власти над Италијом.
- Википедија:Непознат датум — У Пољској Мјешко III поново је дошао на престо.
- Википедија:Непознат датум — Брат данског краља Кнута и војвода Шлезвига Валдемар освајио је Холштајн, Лужице и Хамбург.
- 31. јул — Јован Комнин Дебели је на кратко преузео византијски престо од Алексија III Анђела, али је ускоро ухваћен и погубљен.

## Смрти
- Боемунд III од Антиохије
- Болеслав I Високи

- Јован Комнин Дебели

- Теобалд III од Шампање